# 新镇 (北达科他州)
新镇（英語：New Town），是美国北达科他州下属的一座城市。根据2010年美国人口普查，该市有人口1,925人。2011年估计该市有人口2,040人，相对于2010年，增长率为5.97%。